# Université Kogakuin
L'université Kogakuin (工学院大学, Kōgakuin daigaku) est une université privée située à Shinjuku, Tokyo au Japon. Précédemment nommée Koshu Gakko, cette université est une des plus anciennes écoles d’ingénieurs privées japonaises. Elle fut fondée en 1887 par l'éducateur et politicien Koki Watanabe, président de l'université de Tokyo, ainsi que d'autres enseignants de la même université.
L'école Koshu dispensait sous forme de cours du soir des enseignements d'ingénierie en génie civil, génie mécanique, électricité, architecture, construction navale, exploitation minière, métallurgie et chimie. À partir de l'année 1928, l'école est rebaptisée Kogakuin Daigaku (Institut d’ingénierie en Japonais).

## Localisation

### Campus principal

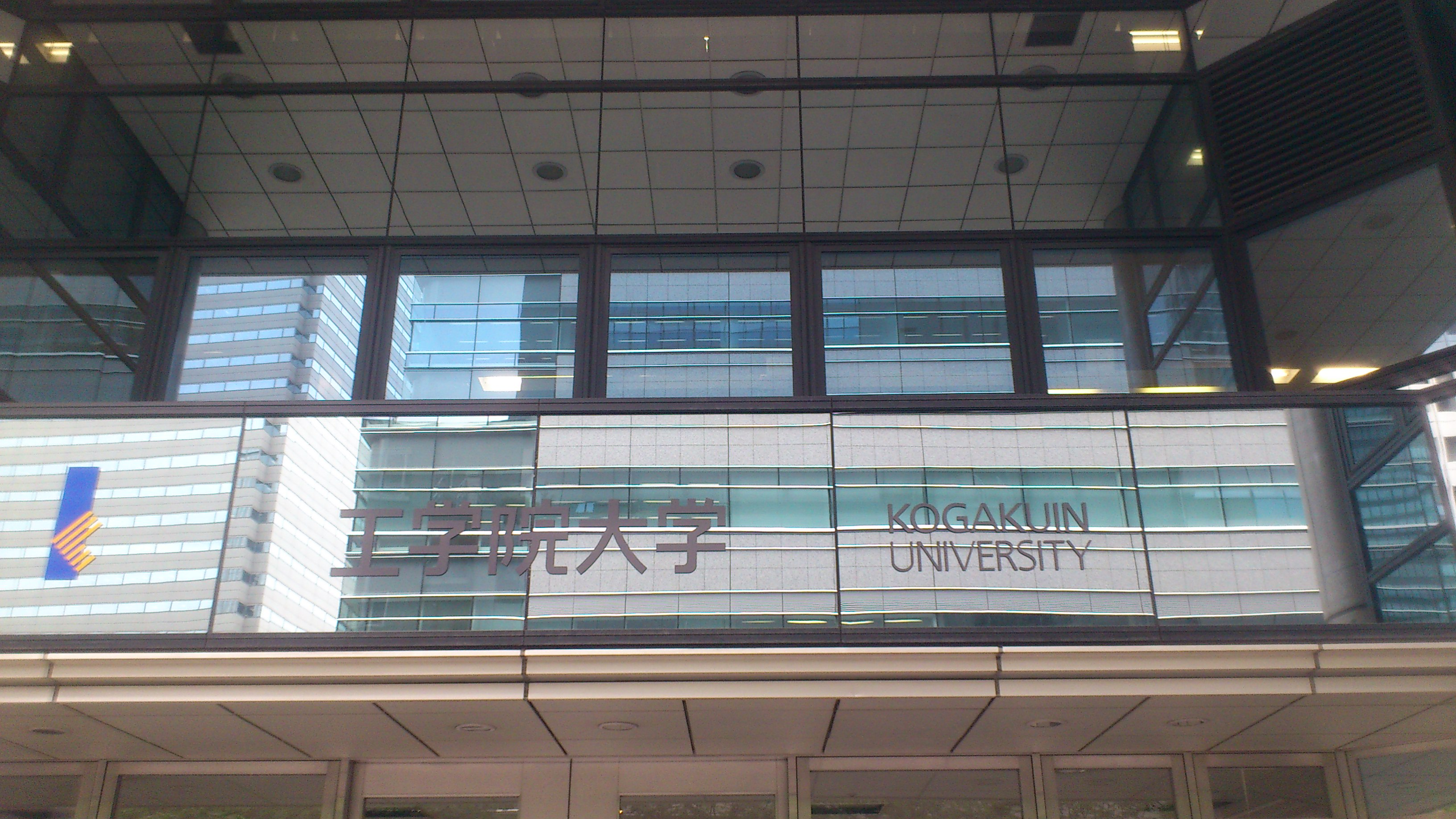
Entrée de l'université

Le campus principal, situé dans l'arrondissement tokyoïte de Shinjuku, est à 5 minutes de marche de la station de train. Le gratte-ciel de 29 étages abrite les salles de classe des élèves de 3e et 4e années d'ingénieurs généralistes, celles des élèves de l'école d'architecture, ainsi que celles de la première à la quatrième année des étudiants en filière informatique. 
On peut accéder au bâtiment en empruntant les couloirs souterrains à la sortie des lignes JR en direction du siège du gouvernement métropolitain de Tokyo ou plus simplement par l'entrée en surface près du bureau de poste de Shinjuku.

### Campus d'Hachiōji

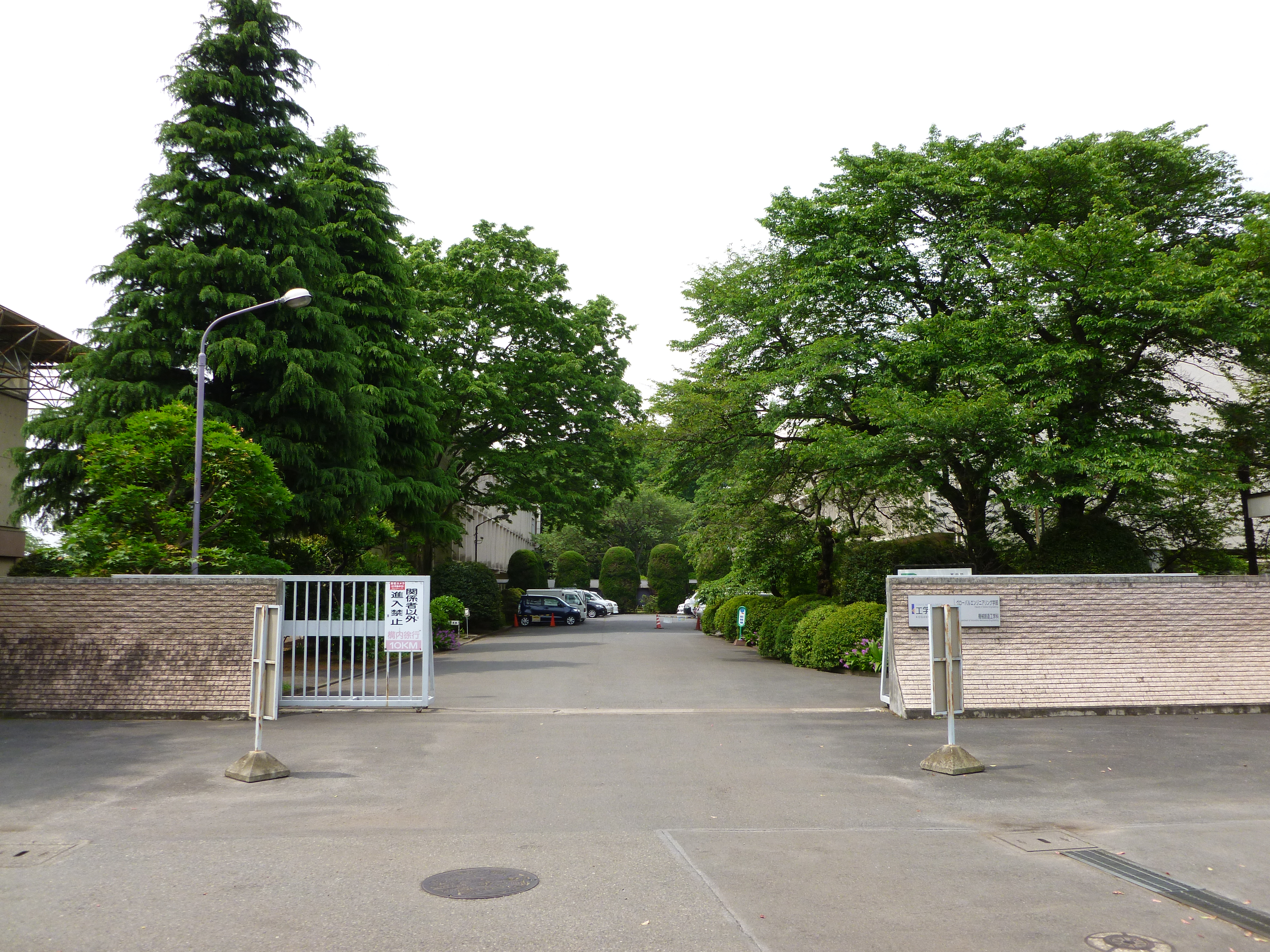
Entrée du campus d'Hachiōji - Inume

Situé dans la banlieue de Tokyo, ce campus couvre une superficie d'environ 230 000 m2 et abrite de nombreux laboratoires, ainsi que les classes des 1re et 2e années d'ingénieurs généralistes et des élèves de l'école d'architecture.
Ce campus possède ses propres installations sportives avec un gymnase et des terrains de sport. Il est subdivisé en deux sous-parties: le campus d'Hachiōji et le campus d'Hachiōji-Inume situé à 10 minutes de marche du premier. 
Au départ de Tokyo, l'accès au campus se fait via la ligne Chūō jusqu'à la gare de Hachiōji, puis en prenant un bus jusqu'au campus.
Il existe aussi une navette mise à disposition par l'école entre les deux campus respectifs.

## Historique
- En 1949, l'école est certifiée conforme au nouveau régime scolaire en vigueur ; elle adapte son cursus à une durée de 4 années d'études
- En 1963, ouverture d'un nouveau campus situé à Hachiōji, Tokyo.
- En 1964, adaptation au cursus international "maîtrise" (master).
- En 1966, intégration de l'enseignement du doctorat au parcours scolaire.
- En 1989, construction d'un gratte-ciel pour le campus de Shinjuku.
- En 2006, création des départements d'informatique et d'ingénierie généraliste.
- En 2011, création d'un nouveau département d'architecture.